# هوراشيو الملك
هوراشيو الملك (بالإنجليزية: Horatio King)‏ (و. 1811 – 1897 م) هو سياسي من الولايات المتحدة الأمريكية ولد في باريس.
وهو عضو في الحزب الديمقراطي الأمريكي .